# Lista de pinturas de Jacob van Ruisdael
Esta é uma lista de pinturas de Jacob van Ruisdael, lista não exaustiva das pinturas atribuídas a Jacob van Ruisdael, mas tão só das que como tal se encontram registadas na Wikidata.
A lista está ordenada pela data de criação de cada pintura. Como nas outras listas geradas a partir da Wikidata, os dados cuja designação se encontra em itálico apenas têm ficha na Wikidata, não tendo ainda artigo próprio criado na Wikipédia.
Jacob van Ruisdael foi um artista barroco do período designado por Século de Ouro dos Países Baixos e que é frequentemente considerado como um dos maiores pintores paisagistas holandeses. Os temas e estilo variaram ao longo da sua carreira, no que resultou numa obra dinâmica que compreende cerca de 700 pinturas, 100 desenhos e várias águas-fortes.
| Imagem | Título | Data                          | Retrata | Coleção | Descrito em |
| ------ | --- | ----------------------------- | --- | --- | ----------- |
|        | Terreno de corar                                                                                               | década de 1640                | bleachfield homem cabana duna floresta curso de água bleachery                                                              | National Gallery |             |
|        | Caçador em paisagem arborizada                                                                                 | década de 1640                | | No/unknown value |             |
|        | Quinta e feno à beira-rio                                                                                      | 1640                          | | Detroit Institute of Arts |             |
|        | Cabin under high oaks                                                                                          | século XVII                   | | Gemäldegalerie |             |
|        | Country Road with Cornfield                                                                                    | 1645                          | | Palácio Presidencial do Suriname |             |
|        | Landscape with a Blasted Tree near a House                                                                     | 1645                          | | Museu Fitzwilliam |             |
|        | Paisagem de dunas com casebre com telhado de palha                                                             | 1646                          | duna homem cabana | Frans Halsmuseum Charles Sedelmeyer collection |             |
|        | Paisagem com casa no bosque                                                                                    | 1646                          | duna árvore | Museu Hermitage |             |
|        | Paisagem com cabana e árvores                                                                                  | 1646                          | cabana povo árvore | Hamburger Kunsthalle |             |
|        | Entrada dum bosque                                                                                             | 1646                          | floresta | Academia de Belas-Artes de Viena |             |
|        | Paisagem com cabana e moinho de vento                                                                          | 1646                          | moinho de vento cabana árvore lago                                                                                          | No/unknown value |             |
|        | Paisagem (c. 1646)                                                                                             | 1646                          | | Detroit Institute of Arts |             |
|        | Paisagem com aldeia à distância                                                                                | 1646                          | homem árvore igreja aldeia curso de água dique pintura de paisagem                                                          | Metropolitan Museum of Art |             |
|        | Caminho em floresta de carvalho                                                                                | 1646                          | floresta estrada | Museu Nacional de Arte da Dinamarca |             |
|        | Paisagem com moinho de vento                                                                                   | 1646                          | moinho de vento duna curso de água árvore                                                                                   | Museu de Arte de Cleveland Coleção Cook |             |
|        | Forest Path with People Strolling                                                                              | 1646                          | | Museu Städel |             |
|        | Dune landscape with houses and an church tower                                                                 | década de 1640                | | |             |
|        | Estrada através de floresta de carvalho                                                                        | 1647                          | estrada floresta oak | Museu Nacional de Arte da Dinamarca |             |
|        | Carvalho destruído perto de um lago                                                                            | 1647                          | | Museu de Belas Artes de Budapeste |             |
|        | Banco de areia                                                                                                 | 1647                          | rio árvore floresta barco céu nuvem ovelha pastor de ovelhas areia                                                          | Museu Nivagaard |             |
|        | Paisagem de dunas perto de Haarlem                                                                             | 1647                          | Kennemerland Haarlem duna Sint-Bavokerk                                                                                     | Susan and Matthew Weatherbie Collection Jacques Goudstikker collection Sammlung Schloss Rohoncz |             |
|        | Paisagem de dunas com homem e menino caminhando em direção a uma cidade                                        | 1647                          | duna cabana estrada homem menino                                                                                            | Museu Pushkin |             |
|        | Paisagem com duas figuras num alto e um riacho à direita                                                       | 1647                          | duna homem pescador | No/unknown value |             |
|        | Paisagem de dunas ao crepúsculo com homem a conduzir um burro                                                  | 1647                          | donkey duna árvore cão estrada de terra                                                                                     | Museu de Belas Artes Demidov collection Charles Sedelmeyer collection |             |
|        | Paisagem com casas e um caminho de areia                                                                       | 1647                          | duna estrada cabana | Museu Hermitage |             |
|        | Estrada na borda da floresta                                                                                   | 1647                          | | Museu Hermitage |             |
|        | Vista de uma floresta                                                                                          | 1646 1647                     | homem floresta | Rijksdienst voor het Cultureel Erfgoed kunstcollectie Stichting Nederlands Kunstbezit Museum Boymans-van Beuningen Dienst Verspreide Rijkscollecties Rijksdienst Beeldende Kunst Instituut Collectie Nederland Dordrechts Museum Hermann Göring Collection Munich Central Collecting Point |             |
|        | Paisagem de dunas com amantes                                                                                  | 1647                          | mulher homem duna floresta caminho casal                                                                                    | Museumslandschaft Hessen Kassel |             |
|        | Paisagem de dunas com cerca                                                                                    | 1647                          | cerca duna floresta | Museu Städel |             |
|        | Landscape with cottages                                                                                        | 1647                          | homem cabana estrada | No/unknown value |             |
|        | Vista de Naarden e da igreja de Muiderberg                                                                     | 1647                          | Kerk aan Zee Naarden campo agrícola                                                                                         | Museu Thyssen-Bornemisza Sammlung Schloss Rohoncz |             |
|        | Paisagem com eclusa                                                                                            | 1647                          | eclusa árvore curso de água                                                                                                 | Rijksmuseum Twenthe Jacques Goudstikker collection |             |
|        | Caminho nas dunas                                                                                              | 1647                          | estrada duna árvore | Coleções de Pinturas do Estado da Baviera |             |
|        | Curva de estrada entre árvores em direção a casa próxima                                                       | século XVII                   | | National Gallery |             |
|        | Landscape with a Ruined Tower                                                                                  | década de 1640                | | Glasgow Museums Resource Centre |             |
|        | Ponte com eclusa                                                                                               | 1648                          | eclusa | Museu J. Paul Getty Cabinet de Monseigneur le duc de Choiseul |             |
|        | Vista de Egmond-on-the-Sea                                                                                     | 1648                          | Egmond aan Zee árvore steeple homem cão ovelha ave duna                                                                     | Currier Museum of Art Coleção Cook |             |
|        | Ponte de pedra                                                                                                 | 1648                          | ponte em alvenaria rio duna árvore                                                                                          | Museu de Arte de Filadélfia |             |
|        | Tempestade nas dunas                                                                                           | 1648                          | | Museu de Arte de Filadélfia |             |
|        | Paisagem arborizada com lagoa                                                                                  | 1648                          | floresta duna lagoa artificial caminho nuvem                                                                                | Museu de Belas-Artes de Houston Newhouse Galleries |             |
|        | Paisagem de dunas arborizadas                                                                                  | 1648                          | duna árvore | No/unknown value |             |
|        | Caminho nas dunas                                                                                              | 1648                          | cão duna cabana pombal | Frans Halsmuseum |             |
|        | Estrada em paisagem arborizada no crepúsculo                                                                   | 1648                          | | Mauritshuis |             |
|        | Paisagem com cerca de madeira                                                                                  | 1648                          | homem cerca pollard willow                                                                                                  | Academia de Belas-Artes de Viena |             |
|        | Paisagem ao amanhecer                                                                                          | 1648                          | homem pesca rio | Museu de Belas Artes |             |
|        | The Ruins | 1648                          | homem ruína | No/unknown value Charles Sedelmeyer collection |             |
|        | Extensive Landscape with Trees, a Grainfield, Dunes and a Distant View of a Town                               | 1648                          | carvalho árvore duna coastline                                                                                              | Springfield Museums |             |
|        | Dunas à beira-mar                                                                                              | 1648                          | duna árvore caminho | Galeria Nacional de Arte Richard Green Fine Paintings |             |
|        | Casa de campo e um silo de feno junto a rio                                                                    | século XVII                   | | National Gallery |             |
|        | O velho carvalho                                                                                               | 1648                          | | Musée Cognacq-Jay |             |
|        | The Cloister                                                                                                   | 1649 século XVII              | claustro céu nuvem árvore colina floresta rio mosteiro                                                                      | Gemäldegalerie |             |
|        | Carvalhos perto de um lago                                                                                     | 1649                          | duna árvore lagoa artificial                                                                                                | Museu Nacional de Arte da Dinamarca |             |
|        | The Thicket near Haarlem                                                                                       | 1649                          | duna árvore homem cão Sint-Bavokerk                                                                                         | Departamento de Pinturas do Louvre |             |
|        | As margens de um rio                                                                                           | 1649                          | | Galerias Nacionais da Escócia The Torrie Collection University of Edinburgh Art Collection |             |
|        | Paisagem com rio e entrada de adega                                                                            | 1649                          | rio ponte pedonal longboat casa cave árvore                                                                                 | Museu de História da Arte em Viena |             |
|        | Paisagem com dunas                                                                                             | 1649                          | oak árvore duna curso de água camponês casa de campo                                                                        | Los Angeles County Museum of Art |             |
|        | Paisagem arborizada com viajante descansando num caminho                                                       | 1649                          | estrada casa homem curso de água                                                                                            | No/unknown value |             |
|        | Paisagem arborizada com viajantes num trilho perto de um lago                                                  | 1649                          | lagoa artificial povo estrada floresta                                                                                      | No/unknown value |             |
|        | Paisagem com árvore morta e tempestade a aproximar-se                                                          | 1649                          | | Museu Fabre |             |
|        | Cena com árvores                                                                                               | 1649                          | homem lagoa artificial pesca                                                                                                | The Torrie Collection University of Edinburgh Art Collection |             |
|        | Paisagem | 1649                          | | Museu Real de Belas Artes de Antuérpia |             |
|        | Landscape with a Woman and Child Walking along a Wooded Country Lane                                           | 1649                          | | Galeria de Arte de Manchester |             |
|        | O cemitério judeu                                                                                              | década de 1650                | Abadia de Egmond Cemitério judaico                                                                                          | Detroit Institute of Arts |             |
|        | Paisagem montanhosa com cachoeira                                                                              | década de 1650                | cascata igreja | Mauritshuis Rijksmuseum National Art Gallery of the Netherlands |             |
|        | Castelo de Bentheim                                                                                            | década de 1650                | Burg Bentheim cascata colina montanha árvore                                                                                | Rijksmuseum |             |
|        | Sandy Track in the Dunes                                                                                       | 1650                          | árvore duna caminho | Rijksmuseum Museu de Amesterdão |             |
|        | Paisagem de dunas com caça ao coelho                                                                           | década de 1650                | cavalo homem coelho moinho de vento duna Mar do Norte                                                                       | Frans Halsmuseum |             |
|        | Mar tempestuoso                                                                                                | década de 1650                | veleiro barco | Museu Nacional de Belas-Artes da Suécia |             |
|        | Vista de Egmond aan Zee                                                                                        | 1650                          | Egmond aan Zee montanha barco casa                                                                                          | Museu Nacional de Belas-Artes da Suécia |             |
|        | Carvalhos junto a lago com nenúfares                                                                           | década de 1650                | oak Nymphaeaceae duna lago                                                                                                  | Gemäldegalerie |             |
|        | Um milharal, com o Zuiderzee em fundo                                                                          | década de 1650                | | Museum Boymans-van Beuningen |             |
|        | Paisagem com seara de trigo                                                                                    | década de 1650                | campo agrícola nuvem sheaf homem steeple casa estrada grove                                                                 | Museu J. Paul Getty |             |
|        | Dune Landscape near Haarlem                                                                                    | 1650                          | duna estrada homem menino                                                                                                   | Museu Nacional de Arte da Dinamarca |             |
|        | Ladeira arborizada com vista para o Castelo de Bentheim                                                        | década de 1650                | Burg Bentheim | Galeria de Arte da Nova Gales do Sul |             |
|        | Mar agitado num cais                                                                                           | década de 1650                | veleiro molhe | Museu de Arte Kimbell |             |
|        | Uma colina arborizada                                                                                          | década de 1650                | floresta colina steeple nuvem                                                                                               | Galeria Nacional Finlandesa |             |
|        | Paisagem montanhosa e arborizada com castelo                                                                   | década de 1650                | | Duke of Buccleuch collection |             |
|        | Landscape with a Windmill in the Evening                                                                       | 1650                          | moinho de vento curso de água duna                                                                                          | Royal Collection |             |
|        | Dunas com pastor e o seu rebanho                                                                               | década de 1650                | duna pastor de ovelhas ovelha                                                                                               | Fondation Custodia |             |
|        | Paisagem arborizada com estrada inundada                                                                       | década de 1650                | árvore lago mulher homem cão gado bovino                                                                                    | Musée de la Chartreuse de Douai Departamento de Pinturas do Louvre |             |
|        | Dois moinhos de água com homens abrindo uma comporta                                                           | década de 1650                | moinho de água eclusa homem                                                                                                 | No/unknown value |             |
|        | Paisagem com vista de Ootmarsum                                                                                | década de 1650                | Ootmarsum | Coleções de Pinturas do Estado da Baviera |             |
|        | Dunas | década de 1650                | duna homem cão cerca | Museu de Arte de Filadélfia |             |
|        | A floresta grande                                                                                              | década de 1650                | floresta estrada inundação homem mulher                                                                                     | Museu de História da Arte em Viena |             |
|        | Vista de Burg Bentheim                                                                                         | década de 1650                | Burg Bentheim montanha rio                                                                                                  | Mauritshuis |             |
|        | Caminho numa elevação arborizada, Haarlem em fundo                                                             | década de 1650                | | No/unknown value |             |
|        | Navios em tempo tempestuoso na costa                                                                           | década de 1650                | veleiro quebra-mar tempestade mar                                                                                           | Departamento de Pinturas do Louvre |             |
|        | Landscape with a Traveller                                                                                     | 1650                          | duna homem árvore | Museu Hermitage |             |
|        | Wooded Landscape with a Pond                                                                                   | 1650                          | árvore lagoa artificial homem                                                                                               | No/unknown value Corcoran Gallery of Art |             |
|        | Azenha no limite da floresta                                                                                   | década de 1650                | Ruisdael-Hobbema watermill floresta estrada                                                                                 | No/unknown value Museu de Arte de Toledo |             |
|        | O carvalho retorcido                                                                                           | década de 1650                | oak duna nuvem grove lagoa artificial floresta madeira de carvalho                                                          | Art, Design and Architecture Museum at UCSB No/unknown value |             |
|        | A View of Egmond aan Zee                                                                                       | 1650                          | Egmond aan Zee duna homem igreja                                                                                            | Museu e Galeria de Arte de Kelvingrove |             |
|        | Paisagem ondulada com um carvalho em frente de uma seara                                                       | década de 1660 década de 1650 | oak montanha homem floresta campo agrícola                                                                                  | Museu Nacional de Arte |             |
|        | Ruínas de Huis ter Kleef perto de Haarlem                                                                      | década de 1650                | Huis ter Kleef ruína homem cão                                                                                              | No/unknown value Coleção Cook Richard Green Fine Paintings |             |
|        | Extensive field landscape with a track and a church in the distance                                            | 1650                          | igreja campo agrícola estrada                                                                                               | Coleções Nacionais de Dresden |             |
|        | Cena de floresta com lago                                                                                      | década de 1650                | floresta lago | Gemäldegalerie |             |
|        | Paisagem com moinho de vento junto a fosso da cidade                                                           | década de 1650                | moinho de vento fosso homem cão ponte pedonal flatboat porta da cidade ponte levadiça                                       | No/unknown value |             |
|        | Viajantes e pastores numa encruzilhada junto a árvore morta                                                    | década de 1650                | curso de água floresta ponte pedonal casa estrada povo cavalo                                                               | Museus Reais de Belas-Artes da Bélgica |             |
|        | Paisagem arborizada com viajantes                                                                              | década de 1650                | floresta lagoa artificial estrada homem mulher                                                                              | Museu Estadual da Baixa Saxônia |             |
|        | Paisagem arborizada de rio com ponte                                                                           | década de 1650                | cascata ponte pedonal homem árvore                                                                                          | No/unknown value |             |
|        | Cena de praia, possivelmente perto de Egmond                                                                   | década de 1650                | praia igreja veleiro povo                                                                                                   | Instituut Collectie Nederland Stichting Nederlands Kunstbezit Rijksdienst voor het Cultureel Erfgoed kunstcollectie Frans Halsmuseum Dienst Verspreide Rijkscollecties Rijksdienst Beeldende Kunst Führermuseum Munich Central Collecting Point                                            |             |
|        | Paisagem com casas em colina rochosa com vista para uma planície                                               | década de 1650                | montanha casa em enxaimel floresta pastor de ovelhas ovelha                                                                 | No/unknown value |             |
|        | Paisagem arborizada com lagoa e pastores                                                                       | década de 1650                | pastor de ovelhas ovelha lagoa artificial floresta duna                                                                     | No/unknown value |             |
|        | Paisagem arborizada com rio                                                                                    | década de 1650                | | Rose-Marie and Eijk van Otterloo Collection Museu de Belas Artes de Boston |             |
|        | Vista de casa de campo numa colina                                                                             | década de 1650                | | Museu Wallraf–Richartz |             |
|        | The Monastery                                                                                                  | década de 1650                | mosteiro | Coleções Nacionais de Dresden |             |
|        | Rough seas breaking over a jetty                                                                               | século XVII                   | | Museus Reais de Greenwich |             |
|        | Paisagem à beira do lago                                                                                       | década de 1650                | | Galeria Municipal de Bratislava |             |
|        | A ponte de pedra                                                                                               | década de 1650                | homem ponte casa rio longboat                                                                                               | No/unknown value |             |
|        | Rocky Landscape                                                                                                | 1650                          | | Coleção Wallace |             |
|        | Pond in a forest                                                                                               | década de 1650                | lagoa artificial floresta                                                                                                   | Academia de Belas-Artes de Viena |             |
|        | Blick durch Dünen auf den Meeresstrand                                                                         | 1650                          | | Museumslandschaft Hessen Kassel |             |
|        | River Landscape with an Angler                                                                                 | 1650                          | pescador rio igreja moinho de vento                                                                                         | No/unknown value |             |
|        | A wooded river landscape with a traveller and dog                                                              | década de 1650                | homem cão floresta | No/unknown value |             |
|        | A Wood near the Waters Edge                                                                                    | 1650                          | | No/unknown value |             |
|        | A Forest Scene                                                                                                 | 1650                          | | No/unknown value |             |
|        | A River in the Forest                                                                                          | 1650                          | | No/unknown value |             |
|        | Evening Landscape in Winter                                                                                    | 1650                          | homem neve | Museu de Belas Artes |             |
|        | A Wood with a Stream                                                                                           | 1650                          | floresta curso de água | No/unknown value |             |
|        | A wooded landscape with an oak tree, pond and houses beyond                                                    | 1650                          | homem cabana oak | No/unknown value |             |
|        | A river landscape with fir trees by a cascade                                                                  | 1650                          | homem cascata | No/unknown value |             |
|        | A windmill with a horseman crossing an old bridge                                                              | 1650                          | homem cavalo ponte curso de água moinho de vento                                                                            | |             |
|        | Landscape with a cottage and stone bridge under a cloudy sky                                                   | 1650                          | homem ponte canal mulher poço                                                                                               | |             |
|        | Two Watermills and an Open Sluice near Singraven                                                               | 1650                          | moinho de água Singraven Watermill at Singraven                                                                             | National Gallery |             |
|        | Trees on a lake with rowboat                                                                                   | 1650                          | longboat lago árvore | Museum Boymans-van Beuningen |             |
|        | Paysage avec barque                                                                                            | século XVII                   | barca caminho latifoliada paisagem                                                                                          | Departamento de Pinturas do Louvre |             |
|        | Forest Landscape                                                                                               | 1650                          | | Princeton University Art Museum |             |
|        | Le Troupeau sur la passerelle, vers 1650-55                                                                    | século XVII                   | | Departamento de Pinturas do Louvre Musée des Beaux-Arts d'Orléans |             |
|        | Landscape with Figures                                                                                         | 1650                          | | Glasgow Museums Resource Centre |             |
|        | Landscape with a Cottage, Bridge and Sheep                                                                     | década de 1650                | | Glasgow Museums Resource Centre |             |
|        | Wooded landscape with cattle crossing a stream                                                                 | 1650                          | gado bovino rio árvore | |             |
|        | Dünen mit Eichen und Gewässer                                                                                  | 1650                          | | Museu das Belas Artes |             |
|        | The Castle at Bentheim                                                                                         | 1651                          | Burg Bentheim | No/unknown value |             |
|        | Village at the Wood's Edge                                                                                     | 1651                          | aldeia floresta | Gemäldegalerie |             |
|        | Schloss Bentheim                                                                                               | década de 1650                | | Coleções Nacionais de Dresden |             |
|        | Wooded Landscape with an Old Oak                                                                               | década de 1650                | | Museus de Arte de Harvard Fogg Museum |             |
|        | The leper house / madhouse outside Haarlem                                                                     | século XVII                   | | Museu das Belas Artes Sammlung Schloss Rohoncz |             |
|        | Landscape with a Footbridge                                                                                    | 1652                          | cavalo homem ponte pedonal moinho de vento steeple curso de água estrada pescador árvore duna                               | The Frick Collection Führermuseum Munich Central Collecting Point |             |
|        | The Great Oak                                                                                                  | 1652                          | oak duna árvore mulher homem cão ovelha cavalo                                                                              | Los Angeles County Museum of Art |             |
|        | Hilly Landscape                                                                                                | 1652                          | colina árvore edifício nuvem céu mulher                                                                                     | Herzog Anton Ulrich-Museum |             |
|        | The Great Pool                                                                                                 | 1652                          | árvore lagoa artificial casa moinho de água                                                                                 | Indianapolis Museum of Art |             |
|        | Landscape with a Village                                                                                       | 1652                          | | Coleção Wallace |             |
|        | A dune landscape with a distant view of Haarlem                                                                | 1652                          | Sint-Bavokerk casa lago duna homem                                                                                          | Kunsthandel P. de Boer |             |
|        | A Ruined Castle Gateway                                                                                        | século XVII                   | | National Gallery |             |
|        | Ruins in a Dune Landscape                                                                                      | década de 1650                | | National Gallery |             |
|        | Castle Bentheim                                                                                                | 1653                          | Burg Bentheim | No/unknown value |             |
|        | Cottage under Trees near a Grainfield                                                                          | 1653                          | | No/unknown value |             |
|        | Landscape with a mill-run and ruins                                                                            | 1653                          | moinho de água árvore curso de água                                                                                         | Art Gallery of South Australia |             |
|        | Hilly Wooded Landscape with a Falconer and a Horseman                                                          | 1653                          | cão cavalo homem árvore colina                                                                                              | Charles Sedelmeyer collection |             |
|        | The Castle of Bentheim                                                                                         | 1653                          | Burg Bentheim árvore colina                                                                                                 | Guildhall Art Gallery |             |
|        | Landscape with a Half-Timbered House and a Blasted Tree                                                        | 1653                          | cascata casa em enxaimel árvore homem fumo                                                                                  | Speed Art Museum |             |
|        | A wooded landscape with a quiet stream and a group of trees at left                                            | 1653                          | árvore ribeiro | No/unknown value |             |
|        | The Jewish Cemetery                                                                                            | 1653                          | | Coleções Nacionais de Dresden |             |
|        | Castle Bentheim                                                                                                | 1653                          | Burg Bentheim nuvem curso de água moinho de vento casa colina                                                               | Galeria Nacional da Irlanda |             |
|        | Forest scene                                                                                                   | 1653                          | floresta árvore | Rijksmuseum |             |
|        | Two Watermills and an Open Sluice                                                                              | 1653                          | moinho de água eclusa | Museu J. Paul Getty |             |
|        | Rocky Landscape with Waterfall                                                                                 | 1653                          | | Rijksdienst voor het Cultureel Erfgoed kunstcollectie Stichting Nederlands Kunstbezit Our Lord in the Attic Museum Dienst Verspreide Rijkscollecties Rijksdienst Beeldende Kunst Instituut Collectie Nederland Führermuseum Munich Central Collecting Point Bonnefantenmuseum              |             |
|        | Landscape with farm buildings                                                                                  | 1653                          | | Führermuseum Munich Central Collecting Point Kunstbesitz der Bundesrepublik Deutschland |             |
|        | Waterfall with shepherds                                                                                       | 1653                          | pastor de ovelhas cascata                                                                                                   | Führermuseum Munich Central Collecting Point |             |
|        | Landscape with Oak trees and a Farmhouse                                                                       | 1653                          | oak casa de campo | Führermuseum Munich Central Collecting Point |             |
|        | Mountainous landscape with waterfall                                                                           | 1654                          | homem cascata montanha | No/unknown value |             |
|        | Landscape with Wooded Hill                                                                                     | 1654                          | homem cão estrada ruína colina                                                                                              | Hamburger Kunsthalle |             |
|        | A hill with an oak wood and a little waterfall                                                                 | década de 1650                | floresta colina oak Capra aegagrus hircus cascata homem                                                                     | Coleções Nacionais de Dresden |             |
|        | Forest Scene                                                                                                   | 1655                          | cascata floresta | Galeria Nacional de Arte |             |
|        | Landscape with the Ruins of the Castle of Egmond                                                               | 1655                          | Castle Egmond | Art Institute of Chicago |             |
|        | Edge of a Forest with a Grainfield                                                                             | 1655                          | | Museu de Arte Kimbell |             |
|        | Vista das dunas para o Mar                                                                                     | 1655                          | homem duna mar navio pesqueiro                                                                                              | Museu das Belas Artes |             |
|        | Ruins of Brederode                                                                                             | 1655                          | Castle Brederode ruína | Museu de Arte de Filadélfia |             |
|        | Landscape with a windmill by a river                                                                           | 1655                          | moinho de vento rio | No/unknown value |             |
|        | Ships in Stormy Seas                                                                                           | 1655                          | veleiro mar barco | Instituut Collectie Nederland Stichting Nederlands Kunstbezit Rijksmuseum Collection Goudstikker heirs Jacques Goudstikker collection Hermann Göring Collection |             |
|        | A river landscape with figures                                                                                 | 1655                          | árvore curso de água cabana pescador                                                                                        | Museu Pushkin |             |
|        | Paisagem com moinhos de vento perto de Haarlem                                                                 | década de 1650                | moinho de vento Sint-Bavokerk curso de água árvore ponte moleiro criança                                                    | Dulwich Picture Gallery |             |
|        | Woodland landscape with figures by a river                                                                     | 1655                          | floresta rio homem | No/unknown value |             |
|        | Hilly wooded landscape with a half-timbered house by a water fall                                              | 1655                          | cascata casa em enxaimel floresta                                                                                           | Museu Städel |             |
|        | Hilly wooded landscape with a waterfall                                                                        | 1655                          | cascata árvore montanha aldeia igreja                                                                                       | Prof. J.J. Bachofen-Burckhardt-Stiftung No/unknown value |             |
|        | Sloping Field with Sheaves of Wheat                                                                            | 1655                          | campo agrícola floresta colina sheaf cabana cerca homem mulher cão                                                          | No/unknown value |             |
|        | A Rocky Landscape with Great Oaks                                                                              | 1655                          | falésia povo ovelha cão campo agrícola muro escada árvore                                                                   | Museu de Belas Artes |             |
|        | The Cottage under the Tree                                                                                     | 1655                          | homem estrada cabana | No/unknown value |             |
|        | Wild Duck Shooting                                                                                             | 1655                          | homem espingarda pato caça                                                                                                  | Coleção Wallace |             |
|        | A Water Mill                                                                                                   | 1655                          | homem moinho de água | No/unknown value Jacques Goudstikker collection |             |
|        | Wooded landscape with a wanderer and a dog                                                                     | 1655                          | homem cão floresta | No/unknown value |             |
|        | A Mountain Landscape with a Chapel                                                                             | 1655                          | homem cão capela cascata | Hamburger Kunsthalle |             |
|        | Landscape with a manor                                                                                         | 1655                          | homem | Hamburger Kunsthalle |             |
|        | Wooded Landscape with Hunters and a River                                                                      | 1655                          | homem ovelha floresta lagoa artificial Causeway                                                                             | No/unknown value |             |
|        | Waterfall with Withered Tree                                                                                   | 1655                          | cascata | Coleção Adolphe Schloss |             |
|        | A Pool in a Wood                                                                                               | 1655                          | paul floresta | Coleção Adolphe Schloss |             |
|        | A Canal before a Village                                                                                       | 1655                          | homem ponte canal aldeia floresta                                                                                           | Coleções Nacionais de Dresden |             |
|        | A Road leading to a Village                                                                                    | 1655                          | homem | No/unknown value |             |
|        | An Entrance to a Wood, with a pond and figures                                                                 | 1655                          | homem oak lagoa artificial                                                                                                  | No/unknown value |             |
|        | A Cottage in Winter                                                                                            | 1655                          | homem cabana neve | No/unknown value |             |
|        | A Norwegian Landscape with Waterfall                                                                           | 1655                          | homem cascata ovelha mulher                                                                                                 | No/unknown value |             |
|        | A Hilly and Wooded Landscape with a River                                                                      | 1655                          | homem rio ponte ovelha | No/unknown value |             |
|        | Landscape with a Waterfall                                                                                     | 1655                          | cascata pinheiro cabana | Museu Ashmolean |             |
|        | Landscape with Ruins of the Castle of Brederode                                                                | 1655                          | homem ruína Castle Brederode                                                                                                | No/unknown value |             |
|        | Landscape with Cornfields                                                                                      | 1655                          | homem grain field | No/unknown value |             |
|        | The Wind Mill                                                                                                  | 1655                          | homem moinho de vento | No/unknown value |             |
|        | Sailing vessels in a stormy sea near a rocky coast                                                             | 1655                          | barco a vela tempestade rocha                                                                                               | No/unknown value |             |
|        | Paysage avec une cascade                                                                                       | 1655                          | homem cascata casa | Museu Fabre |             |
|        | View on the Bleaching Grounds with the Egmont Ruin                                                             | 1655                          | homem Castle Brederode bleachfield Castle Egmond                                                                            | |             |
|        | Stagnant Water, at the foot of a wooded slope of a hill                                                        | 1655                          | homem colina floresta pond                                                                                                  | |             |
|        | Landscape with a view of Bentheim Castle                                                                       | 1655                          | Burg Bentheim colina floresta                                                                                               | Yamanashi Prefectural Museum of Art |             |
|        | A Landscape with a Ruined Building                                                                             | 1655                          | | National Gallery |             |
|        | A Rocky Hill with Three Cottages, a Stream at its Foot                                                         | século XVII                   | | National Gallery |             |
|        | Ideallandschaft (Nachahmer)                                                                                    | século XVII                   | | Coleções de Pinturas do Estado da Baviera |             |
|        | Waldlandschaft (Nachahmer)                                                                                     | século XVII                   | | Coleções de Pinturas do Estado da Baviera |             |
|        | Waldlandschaft (Nachahmer)                                                                                     | século XVII                   | | Coleções de Pinturas do Estado da Baviera |             |
|        | Wildbach (Nachfolger)                                                                                          | século XVII                   | | Coleções de Pinturas do Estado da Baviera |             |
|        | River landscape                                                                                                | século XVII                   | | National Trust |             |
|        | Paysage Norvégien                                                                                              | século XVII                   | | Musée des Beaux-Arts de la ville de Paris |             |
|        | A Hilly Landscape with Tall Oaks                                                                               | século XVII                   | | Gemäldegalerie |             |
|        | Sandy forest trail with shepherds                                                                              | 1655                          | | Suermondt-Ludwig-Museum |             |
|        | View of Binnen-Amstel in Amsterdam                                                                             | 1656                          | Amesterdão Rio Amstel veleiro casa ponte pedonal                                                                            | Museu de Belas Artes de Budapeste |             |
|        | Banco de rio arborizado                                                                                        | 1657                          | | Gemäldegalerie |             |
|        | A Road leading into a Wood                                                                                     | século XVII                   | | National Gallery Cabinet de Monseigneur le duc de Choiseul |             |
|        | Waldlandschaft mit Hasenjagd                                                                                   | século XVII                   | | Coleções de Pinturas do Estado da Baviera |             |
|        | Wooded Landscape with Cornfields                                                                               | século XVII                   | | Ferens Art Gallery |             |
|        | Steinbruch im Walde                                                                                            | século XVII                   | | Museu das Belas Artes |             |
|        | Wooded landscape with a stream, pool, shepherd and shepherdess                                                 | 1658                          | homem mulher ovelha cascata pastor de ovelhas                                                                               | No/unknown value |             |
|        | Wooded landscape with a shepherd and two cows by a stream, ca. 1655-1665                                       | 1658                          | homem | No/unknown value Munich Central Collecting Point |             |
|        | Wooded landscape with huntsmen and their dogs on a rural road, late jaren 1650 of ca. 1660                     | 1658                          | homem cão caça | No/unknown value |             |
|        | Mountainous landscape with a low waterfall, late jaren 1650                                                    | 1658                          | homem | Museu Estadual da Baixa Saxônia |             |
|        | Fishhermen on a rocky embankment                                                                               | 1658                          | homem | No/unknown value |             |
|        | Landscape with houses by a flooded road                                                                        | 1658                          | homem casa inundação | No/unknown value |             |
|        | Forest landscape with pond                                                                                     | século XVII                   | | Rijksdienst voor het Cultureel Erfgoed kunstcollectie Stichting Nederlands Kunstbezit Dienst Verspreide Rijkscollecties Rijksdienst Beeldende Kunst Instituut Collectie Nederland Führermuseum Munich Central Collecting Point                                                             |             |
|        | Wooded landscape with travellers on a track by a river                                                         | 1659                          | homem floresta rio | No/unknown value |             |
|        | Paisagem de inverno                                                                                            | década de 1660                | inverno patinagem no gelo gelo corpo de água céu neve                                                                       | Mauritshuis |             |
|        | Mountainous landscape with waterfall                                                                           | década de 1660                | cascata castelo montanha árvore                                                                                             | Rijksmuseum Museu de Amesterdão |             |
|        | The ford | década de 1660                | cavalo árvore | Rijksmuseum |             |
|        | Rocky landscape                                                                                                | década de 1660                | cascata ponte pedonal | Rijksmuseum Museu de Amesterdão Coleção Adriaan van der Hoop |             |
|        | Kostverloren House on the Amstel                                                                               | década de 1660                | Rio Amstel casa ruína ponte pedonal homem natação menino Kostverloren Castle                                                | Museu de Amesterdão |             |
|        | Winter Landscape                                                                                               | década de 1660                | Países Baixos inverno árvore neve edifício relva barco água homem                                                           | Birmingham Museum of Art |             |
|        | Road through a Grove                                                                                           | década de 1660                | grove estrada povo cavalo wagon árvore                                                                                      | Museu Nacional de Belas-Artes da Suécia |             |
|        | Water mill near a farm                                                                                         | 1660                          | moinho de água | Museum Boymans-van Beuningen |             |
|        | Wooded Landscape with a Pool and Figures                                                                       | 1660                          | | Norton Simon Museum |             |
|        | The watermill                                                                                                  | 1660                          | Ruisdael-Hobbema watermill árvore curso de água                                                                             | National Gallery of Victoria |             |
|        | Oak Trees near a Road, Evening                                                                                 | 1660                          | grove estrada curso de água casa pastor de ovelhas ovelha                                                                   | Museu Nacional de Arte da Dinamarca Palácio de Frederiksborg |             |
|        | A Waterfall in a Rocky Region                                                                                  | década de 1660                | cascata cabana montanha castelo                                                                                             | Museu Nacional de Arte da Dinamarca |             |
|        | A Mountain Torrent                                                                                             | década de 1660                | cascata ponte pedonal castelo montanha pinheiro                                                                             | Museu Nacional de Arte da Dinamarca |             |
|        | Landscape with a Waterfall and a Hut                                                                           | década de 1660                | montanha cascata pinheiro cabana homem céu nuvem                                                                            | Museu Nacional de Arte da Dinamarca |             |
|        | Woodland Vistas                                                                                                | década de 1660                | floresta | Museu de Belas Artes de Boston |             |
|        | Waterfall in a hilly landscape                                                                                 | década de 1660                | cascata | Museu Hermitage |             |
|        | Landscape with Waterfall                                                                                       | década de 1660                | cascata | Coleção Wallace |             |
|        | View of Grainfields with a Distant Town                                                                        | década de 1660                | árvore | Los Angeles County Museum of Art |             |
|        | Stag Hunt in a Wood with a Marsh                                                                               | década de 1660                | stag paul | Coleções Nacionais de Dresden |             |
|        | Waterfall with Castle Built on the Rock                                                                        | década de 1660                | cascata castelo | Herzog Anton Ulrich-Museum |             |
|        | Winter Landscape with a View of the River Amstel and Amsterdam in the Distance                                 | década de 1660                | Rio Amstel Amesterdão neve fumo casa de campo palheiro steeple moinho de vento                                              | No/unknown value Demidov collection |             |
|        | Landscape with a Sluice Gate                                                                                   | década de 1660                | eclusa homem árvore curso de água                                                                                           | Museu de Arte de Toledo |             |
|        | Three Great Trees in a Mountainous Landscape with a River                                                      | década de 1660                | | Norton Simon Museum |             |
|        | Landscape with a Waterfall                                                                                     | década de 1660                | cascata | Museu de Arte de Filadélfia |             |
|        | Sloping Field                                                                                                  | década de 1660                | campo agrícola floresta colina sheaf cabana cerca homem mulher cão                                                          | Museu de Arte de Filadélfia |             |
|        | Winter Landscape                                                                                               | década de 1660                | moinho de vento homem mulher canal ponte veleiro gelo patinagem no gelo                                                     | Museu de Arte de Filadélfia |             |
|        | Small Woodland Landscape                                                                                       | 1660                          | floresta estrada | Museu de História da Arte em Viena |             |
|        | Stormy Sea with Sailing Vessels                                                                                | década de 1660                | veleiro mar tempestade | Museu Thyssen-Bornemisza |             |
|        | A Road through an Oak Wood                                                                                     | década de 1660                | estrada floresta homem fogo moinho de vento                                                                                 | Museu Nacional de Arte Ocidental Northbrook collection |             |
|        | View of the Ruins of Huis near Haarlem                                                                         | década de 1660                | Huis ter Kleef moinho de vento campo agrícola Haarlem steeple ruína bleachery bleachfield Sint-Bavokerk Schoterveense Molen | Museu Jacquemart-André Demidov collection |             |
|        | Waterfall at sunset                                                                                            | década de 1660                | cascata montanha árvore nuvem homem                                                                                         | Gemäldegalerie |             |
|        | Country Road with Cornfields and Oak Tree                                                                      | década de 1660                | oak árvore campo agrícola povo nuvem                                                                                        | Galleria degli Uffizi |             |
|        | River landscape with church                                                                                    | década de 1660                | igreja grove rio ponte pedonal barco homem                                                                                  | Museu Calouste Gulbenkian |             |
|        | Mountain landscape with waterfall                                                                              | década de 1660                | cascata montanha pinheiro                                                                                                   | Museu Nacional de Varsóvia |             |
|        | Two mills | década de 1660                | moinho de água homem árvore barragem colina moinho paisagem torrente                                                        | Museu de Belas Artes de Estrasburgo |             |
|        | Torrent with Oak Trees                                                                                         | década de 1660                | torrente floresta | Coleções de Pinturas do Estado da Baviera |             |
|        | Low Waterfall in a Wooded Landscape with a Dead Beech Tree                                                     | década de 1660                | cascata castelo humano árvore                                                                                               | Museu de Arte de Cleveland |             |
|        | Wooded and Hilly Landscape                                                                                     | década de 1660                | mulher montanha criança caminho árvore                                                                                      | Museu de Arte de Cleveland |             |
|        | Landscape with Bridge, Cattle, and Figures                                                                     | 1660                          | ponte pedonal cascata árvore gado bovino homem                                                                              | Clark Art Institute |             |
|        | Wooded Landscape with a Waterfall                                                                              | 1660                          | cascata estrada árvore steeple                                                                                              | San Diego Museum of Art |             |
|        | Hilly wheat field                                                                                              | 1660                          | Haarlem campo agrícola homem cavalo cão estrada duna cabana árvore trigo céu criança casa nuvem paisagem prado              | Palácio das Belas-Artes de Lille |             |
|        | Marsh in a forest at dusk                                                                                      | 1660                          | floresta dusk | Museu de Belas Artes de Bilbau |             |
|        | Mountainous landscape with a waterfall, a cottage, and a castle                                                | década de 1660                | cascata cabana castelo pinheiro                                                                                             | No/unknown value |             |
|        | Waterfall in an Oak Forest                                                                                     | década de 1660                | cascata floresta | Museu Fabre |             |
|        | Castle on a Mountain with a Waterfall and Pine trees                                                           | década de 1660                | cascata castelo montanha pinheiro                                                                                           | Musée des Beaux-Arts de Lyon |             |
|        | Waterfall with footbridge and pine trees                                                                       | década de 1660                | cascata ponte pedonal pinheiro                                                                                              | Beecroft Art Gallery |             |
|        | A Waterfall with village, footbridge and pine trees                                                            | década de 1660                | ponte pedonal aldeia igreja cascata pinheiro                                                                                | Galeria Nacional do Canadá Führermuseum Munich Central Collecting Point |             |
|        | Winter Landscape with a Watermill                                                                              | década de 1660                | moinho de água neve gelo povo                                                                                               | No/unknown value Gebruder Douwes |             |
|        | Wooded Landscape with a Rocky Stream                                                                           | 1660                          | floresta curso de água cascata                                                                                              | No/unknown value |             |
|        | Waterfall | década de 1660                | cascata montanha castelo | National Trust |             |
|        | A Waterfall in a Rocky Landscape                                                                               | década de 1660                | pinheiro cascata cabana montanha                                                                                            | Museu de Liechtenstein |             |
|        | Mountainous landscape with waterfall                                                                           | década de 1660                | cascata | No/unknown value |             |
|        | Houses near Castle Bentheim                                                                                    | 1660                          | Burg Bentheim casa estrada                                                                                                  | Augsburg Municipal Art Collection |             |
|        | Mountainous landscape with a waterfall, in the background on the right Bentheim castle                         | década de 1660                | cascata montanha Burg Bentheim                                                                                              | No/unknown value |             |
|        | A river landscape with a waterfall, c. 1660                                                                    | 1660                          | cascata floresta casa | Phoenix Art Museum |             |
|        | View of Bentheim Castle with grain field below                                                                 | década de 1660                | Burg Bentheim campo agrícola                                                                                                | No/unknown value Jacques Goudstikker collection |             |
|        | Wooded mountainous landscape with fishermen and resting travellers near a waterfall                            | década de 1660                | cascata | Museum De Lakenhal Instituut Collectie Nederland Stichting Nederlands Kunstbezit Rijksdienst voor het Cultureel Erfgoed kunstcollectie Dienst Verspreide Rijkscollecties Rijksdienst Beeldende Kunst Führermuseum Munich Central Collecting Point Groninger Museum                         |             |
|        | Landscape with waterfall and wooden footbridge                                                                 | década de 1660                | cascata ponte pedonal árvore povo casa                                                                                      | No/unknown value |             |
|        | Wooded landscape with swans in a pond                                                                          | década de 1660                | Cisne árvore lagoa artificial                                                                                               | Museu Städel |             |
|        | Winter landscape with dead tree                                                                                | década de 1660                | árvore floresta | Museu Hermitage |             |
|        | Landscape with waterfall and pine trees                                                                        | década de 1660                | cascata pinheiro | No/unknown value |             |
|        | Wooded landscape with a water fall                                                                             | década de 1660                | cascata | Museu Städel Charles Sedelmeyer collection |             |
|        | A Scandinavian Landscape with a Watermill                                                                      | década de 1660                | pinheiro cascata montanha moinho de água                                                                                    | No/unknown value |             |
|        | Rolling wooded landscape with cattle on a flooded road                                                         | década de 1660                | gado bovino floresta estrada                                                                                                | No/unknown value |             |
|        | View of the dunes near Bloemendaal with ruins in the foreground                                                | década de 1660                | duna igreja flatboat ruína artista campo agrícola esboço                                                                    | No/unknown value |             |
|        | Sailing ships in stormy seas                                                                                   | década de 1660                | beacon Mar do Norte veleiro quebra-mar                                                                                      | No/unknown value |             |
|        | Vessels in a fresh breeze                                                                                      | década de 1660                | veleiro quebra-mar | National Gallery |             |
|        | Vessels in choppy seas                                                                                         | década de 1660                | veleiro | No/unknown value Residenzgalerie Salzburg |             |
|        | Vista da Costa da Noruega ou Mar Encrespado Junto à Costa                                                      | década de 1660                | costa veleiro ponte-cais ou pontão rocha                                                                                    | Museu Calouste Gulbenkian |             |
|        | Beach and Dunes at Scheveningen                                                                                | década de 1660                | praia povo veleiro barril duna nuvem paisagem Scheveningen vento                                                            | Museu Condé Demidov collection |             |
|        | View of the Plain of Haarlem with Bleaching Grounds                                                            | década de 1660                | Sint-Bavokerk bleachfield                                                                                                   | Susan and Matthew Weatherbie Collection Museu de Belas Artes de Boston |             |
|        | View of the Dunes near Bloemendaal with Bleaching Fields                                                       | década de 1660 década de 1650 | duna bleachfield steeple igreja Bloemendaal                                                                                 | No/unknown value Demidov collection |             |
|        | Hilly Landscape with Waterfall                                                                                 | década de 1660                | cascata ponte pedonal homem mulher cão cabana montanha árvore                                                               | Museu Estadual da Baixa Saxônia |             |
|        | Wooded Landscape                                                                                               | década de 1660                | floresta | Hofje van Mevrouw van Aerden Museum Boymans-van Beuningen |             |
|        | A winter landscape with peasants on a road and skaters on a frozen river, a cottage nearby                     | década de 1660                | cabana patinagem no gelo | No/unknown value |             |
|        | Lumbermen working in the woods                                                                                 | década de 1660                | floresta lenhador torre sineira nuvem                                                                                       | Departamento de Pinturas do Louvre |             |
|        | A wooded river landscape with peasants on a bridge                                                             | década de 1660                | rio ponte pedonal povo floresta                                                                                             | No/unknown value |             |
|        | Mountainous landscape with a torrent                                                                           | década de 1660                | cascata casa em enxaimel montanha                                                                                           | No/unknown value |             |
|        | A wooded river landscape with a waterfall and travellers on a bridge                                           | década de 1660                | | No/unknown value |             |
|        | View of Bleaching Fields of Family De Mol in Bloemendaal                                                       | década de 1660                | Bloemendaal bleachery bleachfield cabana Bloemendaal church                                                                 | Wadsworth Atheneum |             |
|        | View of bleaching fields of Bloemendaal near Haarlem                                                           | década de 1660                | bleachfield Bloemendaal church                                                                                              | Museu Thyssen-Bornemisza |             |
|        | Watermill | década de 1660                | Ruisdael-Hobbema watermill                                                                                                  | Rijksdienst voor het Cultureel Erfgoed kunstcollectie Stichting Nederlands Kunstbezit Dienst Verspreide Rijkscollecties Rijksdienst Beeldende Kunst Instituut Collectie Nederland Gebruder Douwes                                                                                          |             |
|        | Winter Landscape with Trees and a Cottage                                                                      | década de 1660                | cabana neve gelo povo | No/unknown value |             |
|        | Landscape with Cornfield                                                                                       | década de 1660                | homem grain field mulher torre moinho de vento                                                                              | Guildhall Art Gallery |             |
|        | Landscape with waterfall                                                                                       | 1660                          | cascata montanha castelo | Museu Fitzwilliam |             |
|        | Landscape with river and pines                                                                                 | 1660                          | pinheiro cabana | Museu Fitzwilliam |             |
|        | A Wood with a Pool                                                                                             | década de 1660                | pato lagoa artificial evening                                                                                               | Staatliche Kunsthalle |             |
|        | Landscape with a Glade of Trees                                                                                | 1660                          | homem rio clareira | No/unknown value |             |
|        | A Windmill on a High Riverbank                                                                                 | 1660                          | moinho de vento | No/unknown value |             |
|        | A Hilly Landscape with a Waterfall                                                                             | 1660                          | cascata | No/unknown value |             |
|        | Mountain Landscape with River                                                                                  | década de 1660                | cabana montanha homem rio cascata ponte pedonal mulher                                                                      | Rhode Island School of Design Museum Coleção Adolphe Schloss |             |
|        | Wooded landscape with a waterfall, a church beyond                                                             | década de 1660                | homem cascata igreja | No/unknown value Charles Sedelmeyer collection Gebruder Douwes |             |
|        | View of the Kostverloren house on the Amstel river after 1658                                                  | 1660                          | homem Rio Amstel longboat Kostverloren Castle                                                                               | No/unknown value |             |
|        | Landscape with footbridge over rapids at the edge of a forest                                                  | 1660                          | homem ponte pedonal corredeira cão                                                                                          | No/unknown value |             |
|        | Wooded Landscape with Figures on a Path                                                                        | 1660                          | homem | Musée départemental d'Art ancien et contemporain |             |
|        | Hilly landscape with big oak tree                                                                              | 1660                          | homem colina oak | No/unknown value |             |
|        | The Construction of a House                                                                                    | 1660                          | homem construção civil floresta                                                                                             | No/unknown value Kunsthandel P. de Boer |             |
|        | A Winter Landscape                                                                                             | 1660                          | homem torre neve | No/unknown value |             |
|        | A Norwegian Waterfall                                                                                          | década de 1660                | homem cascata rock | No/unknown value |             |
|        | Two Watermills, with a still pool in front                                                                     | 1660                          | homem moinho de água | No/unknown value |             |
|        | Entrance to a Forest                                                                                           | década de 1660                | floresta | Musée des beaux-arts de Mulhouse |             |
|        | A Cottage by a Pool                                                                                            | 1660                          | lagoa artificial cabana | No/unknown value |             |
|        | A Rocky River Landscape with a Bridge and the Castle of Bentheim                                               | 1660                          | homem mulher lago Burg Bentheim                                                                                             | No/unknown value |             |
|        | Wild Duck Shooting                                                                                             | 1660                          | homem | No/unknown value |             |
|        | A Stormy Sea                                                                                                   | 1660                          | homem tempestade barco a vela                                                                                               | No/unknown value |             |
|        | Landscape with a Village Church                                                                                | 1660                          | homem | No/unknown value |             |
|        | Landscape with a Mill                                                                                          | 1660                          | homem | No/unknown value |             |
|        | Norwegian Landscape with a Mountain Stream                                                                     | 1660                          | homem cascata pinheiro | No/unknown value |             |
|        | A Snowy Landscape                                                                                              | 1660                          | homem menino cabana neve | No/unknown value |             |
|        | Ruins of Brederode Castle                                                                                      | 1660                          | homem Castle Brederode | |             |
|        | A Waterfall | 1660                          | homem cascata | |             |
|        | A waterfall in a rustic landscape                                                                              | 1660                          | mulher | |             |
|        | A wooded landscape                                                                                             | 1660                          | floresta montanha ovelha | |             |
|        | Landscape with slender fir tree                                                                                | 1660                          | homem Abeto rio montanha | Grand ducal collection, Oldenburg |             |
|        | The Cornfield                                                                                                  | 1660                          | homem campo agrícola estrada floresta                                                                                       | Museu das Belas Artes |             |
|        | Sportsmen in a hilly and wooded landscape                                                                      | 1660                          | homem caçador floresta | |             |
|        | Landscape with the ruins of a fort                                                                             | 1660                          | homem forte igreja campo agrícola                                                                                           | |             |
|        | A waterfall | 1660                          | homem cascata casa colina                                                                                                   | Suermondt-Ludwig-Museum |             |
|        | Waterfall with a castle on a hill                                                                              | década de 1660                | castelo montanha falésia cascata                                                                                            | Herzog Anton Ulrich-Museum |             |
|        | A Waterfall in a Rocky Landscape                                                                               | 1660                          | cascata ponte pedonal pinheiro casa montanha humano                                                                         | National Gallery |             |
|        | The Forest Stream                                                                                              | década de 1660                | cascata árvore floresta ribeiro                                                                                             | Metropolitan Museum of Art |             |
|        | Cornelis de Graeff with his Wife and Sons                                                                      | 1660                          | Soestdijk Cornelis de Graeff família floresta estrada carruagem Catharina Hooft cão Pieter de Graeff                        | Galeria Nacional da Irlanda Museu de Amesterdão |             |
|        | Wooded Landscape with Marsh                                                                                    | século XVII                   | | Coleções de Pinturas do Estado da Baviera |             |
|        | A road through a wood                                                                                          | 1660                          | estrada floresta | Coleções Nacionais de Dresden |             |
|        | Wooded Landscape with a Waterfall                                                                              | década de 1660                | | Waddesdon Manor |             |
|        | River in Spate                                                                                                 | 1660                          | | Museu da Cidade de Bristol e Galeria de Arte |             |
|        | Landscape with watermill                                                                                       | 1661                          | | Rijksmuseum Museu de Amesterdão Coleção Adriaan van der Hoop |             |
|        | Mountainous Landscape                                                                                          | 1661                          | cascata montanha casa | Charles Sedelmeyer collection Royal Albert Hall |             |
|        | A Wooded Landscape                                                                                             | 1662                          | | Barber Institute of Fine Arts |             |
|        | View of the IJ on a Stormy Day                                                                                 | 1662                          | veleiro | Museu de Arte de Worcester |             |
|        | A wooded landscape                                                                                             | 1662                          | estrada povo curso de água Cisne floresta colina                                                                            | Galeria Nacional da Irlanda |             |
|        | Waterfall | século XVII                   | | Museum Boymans-van Beuningen |             |
|        | Sandy Road between Trees                                                                                       | século XVII                   | | Museum Boymans-van Beuningen |             |
|        | Landscape with a Waterfall                                                                                     | século XVII                   | | Museum Boymans-van Beuningen |             |
|        | Landscape with a Farm                                                                                          | século XVII                   | | Museu Nacional de Belas-Artes da Suécia |             |
|        | Forest thicket                                                                                                 | década de 1660                | | Gemäldegalerie |             |
|        | Bebost rivierlandschap met stroomversnelling                                                                   | século XVII                   | | Kunsthandel P. de Boer |             |
|        | Hilly landscape with a farmhouse near a rapid                                                                  | século XVII                   | | Kunsthandel P. de Boer |             |
|        | Landscape with waterfall and a castle on a cliff                                                               | década de 1660                | | |             |
|        | Boslandschap met schaapherder, links een korenveld                                                             | século XVII                   | | |             |
|        | Marine | século XVII                   | | Museus Reais de Belas-Artes da Bélgica |             |
|        | Boslandschap met twee wandelaars                                                                               | século XVII                   | | |             |
|        | Schepen op onrustig water met rechts in de voorgrond een golfbreker                                            | século XVII                   | | Galeria Nacional de Praga |             |
|        | Hilly Landscape near Bentheim                                                                                  | século XVII                   | colina floresta casa | Michaelis Collection |             |
|        | Dune landscape with hunter and windmill                                                                        | século XVII                   | | Frans Halsmuseum |             |
|        | Schepen voor een onbekende stad                                                                                | século XVII                   | | |             |
|        | Schepen op onrustig water                                                                                      | século XVII                   | | |             |
|        | Schepen in een storm voor Zierikzee                                                                            | século XVII                   | | |             |
|        | Schepen voor de kust bij stormachtig weer                                                                      | século XVII                   | | |             |
|        | Schepen voor de kust in bewogen water                                                                          | século XVII                   | | |             |
|        | Scheepvaart bij een frisse bries                                                                               | século XVII                   | | |             |
|        | Scheepvaart bij harde wind met rechts een aanlegsteiger met een baken                                          | século XVII                   | | |             |
|        | Schepen voor een rotsachtige kust                                                                              | século XVII                   | | |             |
|        | Ships before the coast with a wharf                                                                            | século XVII                   | | |             |
|        | Landschap met brug bij een waterval                                                                            | século XVII                   | | |             |
|        | Panoramic dune landscape with shepherd                                                                         | século XVII                   | | |             |
|        | Heuvellandschap met enkele huizen aan een rivier                                                               | século XVII                   | | |             |
|        | Landscape with a water fall                                                                                    | século XVII                   | | |             |
|        | Landscape with Dune and Small Waterfall                                                                        | século XVII                   | duna cascata | Museu Nacional de Arte Ocidental |             |
|        | Schepen op een woeste zee                                                                                      | século XVII                   | | Rijksdienst voor het Cultureel Erfgoed kunstcollectie Instituut Collectie Nederland Gebruder Douwes |             |
|        | Waterfall with Pine tree                                                                                       | década de 1660                | cascata cabana pinheiro | Coleções Nacionais de Dresden |             |
|        | Landscape | século XVII                   | | Galeria Morava de Brno |             |
|        | Landscape | século XVII                   | | Museu Nacional de Arte |             |
|        | A Landscape with Waters and Windmill                                                                           | 1664                          | | Gemäldegalerie |             |
|        | Wide landscape with a cornfields and view of Arnhem                                                            | século XVII                   | | Suermondt-Ludwig-Museum |             |
|        | VERVALLEN Landschap met man, kind en hond,                                                                     | século XVII                   | | Groninger Museum |             |
|        | The Ray of Light                                                                                               | 1665                          | curso de água ponte nuvem colina aldeia moinho de vento povo                                                                | Departamento de Pinturas do Louvre |             |
|        | Waterfall in a Northern Mountainous Landscape                                                                  | 1665                          | cascata castelo montanha casa pinheiro                                                                                      | Fogg Museum Museus de Arte de Harvard |             |
|        | A Village in Winter                                                                                            | 1665                          | | Coleções de Pinturas do Estado da Baviera |             |
|        | Grove of Large Oak Trees at the Edge of a Pond                                                                 | 1665                          | árvore lagoa artificial gado bovino homem bengala                                                                           | Staatliche Kunsthalle |             |
|        | Norwegian Landscape with Waterfall                                                                             | 1665                          | montanha cascata castelo pinheiro                                                                                           | Residenzgalerie Salzburg Kunsthandel P. de Boer |             |
|        | An Extensive Landscape with Ruins                                                                              | 1665                          | steeple ruína campo agrícola nuvem                                                                                          | National Gallery |             |
|        | Landscape with Waterfall (St. Louis)                                                                           | 1665                          | cascata | Museu de Arte de Saint Louis |             |
|        | Sailing Vessels in a Choppy Sea                                                                                | 1665                          | Mar do Norte veleiro | No/unknown value |             |
|        | A Wood near The Hague, with a view of the Huis ten Bosch                                                       | 1665                          | | Dulwich Picture Gallery |             |
|        | A Landscape with a Waterfall and a Castle on a Hill                                                            | século XVII                   | | National Gallery |             |
|        | A Waterfall at the Foot of a Hill, near a Village                                                              | 1665                          | | National Gallery |             |
|        | Landscape with waterfall and castle on a mountaintop                                                           | 1665                          | cascata montanha castelo | No/unknown value |             |
|        | Landscape with Thatched Cottages and Thicket                                                                   | 1665                          | | Palácio de Weimar |             |
|        | Rough Sea and a Jetty                                                                                          | 1665                          | | No/unknown value |             |
|        | A Woodland Pool                                                                                                | 1665                          | homem lagoa artificial floresta                                                                                             | No/unknown value Clowes collection |             |
|        | Winter Landscape with the Ruins of Brederode                                                                   | 1665                          | Castle Brederode | No/unknown value |             |
|        | Oak Wood with Cottages                                                                                         | 1665                          | barracão lagoa artificial floresta montanha                                                                                 | Museu Estadual da Baixa Saxônia |             |
|        | Landscape with Waterfall                                                                                       | século XVII                   | | Baltimore Museum of Art |             |
|        | A Landscape with a Ruined Castle and a Church                                                                  | 1665                          | | National Gallery |             |
|        | A Wooded Marsh                                                                                                 | 1665 década de 1660           | paul árvore Nymphaeaceae | Museu Hermitage |             |
|        | Winter Landscape                                                                                               | 1665                          | casa barco árvore | Rijksmuseum |             |
|        | View of Amsterdam                                                                                              | década de 1660                | Amesterdão Oude Kerk IJ | National Gallery No/unknown value |             |
|        | A Pool surrounded by Trees                                                                                     | 1665                          | | National Gallery |             |
|        | Landscape with Waterfall                                                                                       | século XVII                   | cascata pinheiro montanha                                                                                                   | National Trust |             |
|        | Paysage avec un château en ruines et une église                                                                | século XVII                   | | Musée des Beaux-Arts de la ville de Paris |             |
|        | Windmill by a river                                                                                            | século XVII                   | | Gemäldegalerie |             |
|        | Wooded landscape with herders and cattle                                                                       | 1665                          | | Führermuseum Munich Central Collecting Point |             |
|        | VERVALLEN Berglandschap, Het vissen van kreeftjes,                                                             | século XVII                   | | Groninger Museum |             |
|        | A Storm off the Dutch Coast                                                                                    | século XVII                   | | Galeria de Arte de Manchester |             |
|        | Panorama de Haarlem                                                                                            | século XVII                   | Haarlem bleachery bleachfield Sint-Bavokerk Haarlem bleaching fields in art árvore                                          | Rijksmuseum |             |
|        | Waterfall in a Mountainous Landscape with a Ruined Castle                                                      | 1666                          | castelo montanha cascata | No/unknown value |             |
|        | A Great Pool                                                                                                   | 1666                          | homem lagoa artificial | No/unknown value |             |
|        | Landscape with a Sluice                                                                                        | 1666                          | homem sluice | No/unknown value |             |
|        | Winter Landscape with Skaters                                                                                  | 1667                          | patinagem no gelo canal árvore cabana povo                                                                                  | Museum Boymans-van Beuningen Gebruder Douwes |             |
|        | View of Haarlem from the South with Bleaching fields                                                           | 1667                          | Haarlem Sint-Bavokerk bleachery bleachfield duna Heemstede                                                                  | Timken Museum of Art |             |
|        | A Torrent in a Mountainous Landscape                                                                           | século XVII                   | | National Gallery |             |
|        | Mountain Landscape with Waterfall                                                                              | século XVII                   | | Galerias Nacionais da Escócia |             |
|        | The Waterfall before the Mountain Castle                                                                       | século XVII                   | castelo montanha cascata tronco                                                                                             | Coleções Nacionais de Dresden |             |
|        | Inn at a shore                                                                                                 | 1667                          | | Museu Wallraf–Richartz |             |
|        | Grainfields | 1668                          | campo agrícola árvore moinho de vento pintura de paisagem                                                                   | Metropolitan Museum of Art |             |
|        | View of Haarlem from the Northwest                                                                             | 1668                          | Haarlem bleachfield bleachery Sint-Bavokerk steeple moinho de vento nuvem                                                   | Gemäldegalerie |             |
|        | Dunes and bleaching fields                                                                                     | 1668                          | duna nuvem steeple bleachfield                                                                                              | Gemäldegalerie |             |
|        | Waterfall with mountain top castle and cottage                                                                 | 1668                          | cascata castelo cabana montanha pinheiro                                                                                    | Museumslandschaft Hessen Kassel |             |
|        | A Waterfall with church and trees                                                                              | 1668                          | cascata igreja árvore | Museu Wallraf–Richartz |             |
|        | Wooded Landscape with Waterfall                                                                                | 1668                          | cascata pinheiro montanha                                                                                                   | North Carolina Museum of Art |             |
|        | Landscape with Waterfall                                                                                       | 1668                          | | Rijksmuseum Museu de Amesterdão Coleção Adriaan van der Hoop |             |
|        | Paysage à la cascade                                                                                           | século XVII                   | | Musée des Beaux-Arts de la ville de Paris |             |
|        | View of Haarlem with Bleaching Fields                                                                          | 1670                          | bleachery bleachfield Haarlem Sint-Bavokerk Haarlem bleaching fields in art                                                 | Museu das Belas Artes |             |
|        | View of bleaching fields and Haarlem                                                                           | 1670                          | Haarlem bleachery bleachfield Sint-Bavokerk                                                                                 | Mauritshuis |             |
|        | View of the Damrak in Amsterdam                                                                                | década de 1670                | Damrak Dutch Civic Guard Praça Dam                                                                                          | Museu de Amesterdão Mauritshuis |             |
|        | The Damrak in Amsterdam                                                                                        | 1670                          | Damrak Oude Kerk barco a vela povo Praça Dam                                                                                | Museum Boymans-van Beuningen |             |
|        | Quay at Amsterdam                                                                                              | década de 1670                | Praça Dam veleiro IJ humano Oude Kerk steeple                                                                               | The Frick Collection |             |
|        | Campos de trigo                                                                                                | 1670                          | trigo campo agrícola homem mulher criança estrada pintura de paisagem                                                       | Metropolitan Museum of Art |             |
|        | Mountain Torrent                                                                                               | década de 1670                | cascata montanha ponte pedonal ovelha pastor de ovelhas cabana humano ponte pintura de paisagem                             | Metropolitan Museum of Art |             |
|        | Paisagem de inverno                                                                                            | 1670                          | patinagem no gelo canal vila                                                                                                | Museum Boymans-van Beuningen |             |
|        | Paisagem | 1670                          | cascata ponte pedonal mulher criança cão                                                                                    | Galeria Nacional de Arte Coleção Samuel H. Kress |             |
|        | Country House in a Park                                                                                        | década de 1670                | country house pinheiro floresta homem mulher parque fontanário                                                              | Galeria Nacional de Arte |             |
|        | Landscape with a Hunting Scene                                                                                 | década de 1670                | | Museu Nacional de Arte da Dinamarca |             |
|        | View on the Amstel Looking towards Amsterdam                                                                   | década de 1670                | Amesterdão Rio Amstel veleiro                                                                                               | Museu Fitzwilliam |             |
|        | River Landscape with a Castle on a High Cliff                                                                  | década de 1670                | | Cincinnati Art Museum |             |
|        | Mountainous Landscape                                                                                          | década de 1670                | montanha rio | Museu Hermitage |             |
|        | Bleaching Fields to the North-Northeast of Haarlem                                                             | década de 1670                | bleachfield Sint-Bavokerk bleachery                                                                                         | Museu de Arte de Filadélfia The William L. Elkins Collection, 1924 |             |
|        | Boats on a Stormy Sea                                                                                          | década de 1670                | veleiro tempestade mar | Museu de Arte de Filadélfia The William L. Elkins Collection, 1924 |             |
|        | Landscape of a Forest with a Wooden Bridge                                                                     | década de 1670                | ponte pedonal curso de água floresta estrada                                                                                | Museu de Arte de Filadélfia The William L. Elkins Collection, 1924 |             |
|        | Winter Landscape with a windmill                                                                               | década de 1670                | | Fondation Custodia Coleção Adolphe Schloss Charles Sedelmeyer collection |             |
|        | Landscape with a Waterfall                                                                                     | década de 1670                | cascata | Galleria degli Uffizi |             |
|        | Mountain Landscape with Waterfall                                                                              | década de 1670                | montanha cascata pinheiro                                                                                                   | Museu de História da Arte em Viena |             |
|        | Landscape with Mountain Stream                                                                                 | década de 1670                | cascata montanha cabana pinheiro                                                                                            | Museu de História da Arte em Viena |             |
|        | Road through Grainfields near the Zuider Zee                                                                   | década de 1670                | campo agrícola Golfo Zuiderzee gado bovino estrada moinho de vento steeple                                                  | Museu Thyssen-Bornemisza |             |
|        | Winter Landscape                                                                                               | 1670                          | patinagem no gelo casa rio gelo                                                                                             | Museu Thyssen-Bornemisza |             |
|        | Winter Landscape with figures and a Windmil                                                                    | década de 1670                | moinho de vento neve homem                                                                                                  | No/unknown value |             |
|        | Winter Landscape near Haarlem                                                                                  | década de 1670                | patinagem no gelo Sint-Bavokerk iluminação pública casa de campo Haarlem edifício homem grupo de humanos                    | Museu Städel Charles Sedelmeyer collection |             |
|        | Hilly landscape with a waterfall                                                                               | 1670                          | cascata cabana | No/unknown value |             |
|        | Winter Landscape with Two Windmills                                                                            | década de 1670                | neve moinho de vento rio humano cão barco                                                                                   | Rose-Marie and Eijk van Otterloo Collection Coleção Cook Museu de Belas Artes de Boston |             |
|        | Mountain Landscape along a River                                                                               | década de 1670                | montanha rio | Michaelis Collection Lawrie & Co Michaelis selection |             |
|        | Castle and Watermill by a River                                                                                | década de 1670                | castelo cascata moinho de água montanha árvore rio                                                                          | Instituto de Artes de Minneapolis |             |
|        | Sunrise in a Wood                                                                                              | década de 1670                | pastor de ovelhas ovelha floresta cabana montanha nuvem                                                                     | Coleção Wallace |             |
|        | Mountainous Landscape with a Torrent                                                                           | década de 1670                | castelo cascata cabana estrada montanha pinheiro cabana paisagem ruína Abeto torrente                                       | Museu de Belas Artes de Estrasburgo |             |
|        | Landscape with a Church by a Torrent                                                                           | 1670                          | igreja cascata árvore casa                                                                                                  | Museu de Arte de Cleveland |             |
|        | Landscape with Cascade                                                                                         | década de 1670                | cascata ponte pedonal humano cão cabana montanha curso de água                                                              | Indianapolis Museum of Art Demidov collection |             |
|        | Rocky Landscape with Castle and Cascade                                                                        | década de 1670                | cascata castelo montanha árvore nuvem                                                                                       | Dayton Art Institute Demidov collection Art Institute of Chicago |             |
|        | A Waterfall | 1670                          | montanha cascata pinheiro nuvem                                                                                             | Dulwich Picture Gallery |             |
|        | A Rocky River Landscape with a Waterfall                                                                       | 1670                          | cascata casa árvore | No/unknown value |             |
|        | Winter landscape with windmil and a house in scaffolding                                                       | década de 1670                | andaime gelo neve humano casa árvore nuvem                                                                                  | No/unknown value |             |
|        | Panoramic View of Haarlem                                                                                      | 1670                          | Haarlem campo agrícola nuvem                                                                                                | Guildhall Art Gallery |             |
|        | Low Waterfall in a Hilly Landscape with a Thatched Cottage                                                     | 1670                          | cascata cabana árvore pastor de ovelhas ovelha mulher criança                                                               | No/unknown value Charles Sedelmeyer collection |             |
|        | Winter landscape with a snow covered tree group                                                                | década de 1670                | árvore neve casa homem cão                                                                                                  | Museu Städel |             |
|        | Mountainous landscape with a torrent                                                                           | década de 1670                | cascata pinheiro ponte pedonal igreja casa povo                                                                             | No/unknown value |             |
|        | Winter View of the Hekelveld in Amsterdam                                                                      | década de 1670                | patinagem no gelo Amesterdão                                                                                                | Bute Collection at Mount Stuart |             |
|        | The Waterfall in front of the Wooded Slope                                                                     | década de 1670                | cascata | Coleções Nacionais de Dresden |             |
|        | Landscape with a Waterfall near a Castle                                                                       | década de 1670                | cascata castelo pinheiro | No/unknown value |             |
|        | Pond at Forest Edge                                                                                            | 1670                          | ovelha pastor de ovelhas floresta lagoa artificial                                                                          | Museu Estadual da Baixa Saxônia |             |
|        | Bebost rivier landschap met rustende familie                                                                   | década de 1670                | árvore estrada curso de água                                                                                                | No/unknown value |             |
|        | Winter Landscape with Wooden House                                                                             | 1670                          | mulher homem cão cabana árvore neve                                                                                         | Bader collection |             |
|        | Wooded Landscape with a Shepherd and Low Waterfall                                                             | década de 1670                | | No/unknown value |             |
|        | Mountainous landscape with a torrent and church                                                                | 1670                          | | No/unknown value |             |
|        | A wooded river landscape with a low waterfall                                                                  | década de 1670                | cascata rio floresta | No/unknown value Charles Sedelmeyer collection |             |
|        | Norwegian Landscape with Waterfall                                                                             | década de 1670                | veleiro cascata floresta povo                                                                                               | No/unknown value Museu de Arte de Toledo |             |
|        | Landscape with birches and a stream                                                                            | década de 1670                | | No/unknown value |             |
|        | The Bleaching Grounds near Haarlem                                                                             | 1670                          | Sint-Bavokerk duna bleachfield                                                                                              | Museu de Belas Artes de Montreal |             |
|        | View inland from the Dunes                                                                                     | década de 1670                | duna igreja estrada povo ruína moinho de vento cabana floresta campo agrícola                                               | Museu Thyssen-Bornemisza |             |
|        | Winter Landscape with a Dead Tree                                                                              | década de 1670                | árvore quinta palheiro homem mulher criança cão                                                                             | Museu Hermitage |             |
|        | View of Haarlem                                                                                                | década de 1670                | Sint-Bavokerk bleachfield floresta casa                                                                                     | Museu de Belas Artes de Boston Rose-Marie and Eijk van Otterloo Collection Demidov collection |             |
|        | Wooded Landscape with a Stream                                                                                 | 1670                          | cascata | Detroit Institute of Arts |             |
|        | Hilly Landscape with a Watermill, ca. 1670                                                                     | 1670                          | moinho de água | Detroit Institute of Arts |             |
|        | Mountain Landscape with View of Castle Bentheim                                                                | 1670                          | Burg Bentheim cascata | No/unknown value Charles Sedelmeyer collection |             |
|        | View of Haarlem (Haerlempje)                                                                                   | 1670 1653                     | Sint-Bavokerk Huis ter Kleef Schoterveense Molen bleachfield                                                                | No/unknown value Führermuseum Munich Central Collecting Point |             |
|        | The Entrance to a Village                                                                                      | 1670                          | homem | No/unknown value Charles Sedelmeyer collection Kunsthandel P. de Boer |             |
|        | A Cascade, with a farm on the left                                                                             | 1670                          | homem cascata casa de campo                                                                                                 | No/unknown value |             |
|        | Ships in stormy weather                                                                                        | 1670                          | homem | Gemäldegalerie |             |
|        | Ships in stormy weather near the coast                                                                         | 1670                          | homem barco a vela tempestade longboat                                                                                      | Holsteinborg |             |
|        | Landscape with Tall Trees                                                                                      | década de 1670                | angler pastor de ovelhas mulher ovelha                                                                                      | No/unknown value |             |
|        | Winter Landscape with a Village and Frozen Canal                                                               | década de 1670                | homem patinagem no gelo canal aldeia                                                                                        | No/unknown value |             |
|        | Winter Landscape with Houses and Frozen Canal                                                                  | década de 1670                | homem patinagem no gelo aldeia cão                                                                                          | Hamburger Kunsthalle |             |
|        | Hilly Landscape with a Broad Waterfall                                                                         | 1670                          | homem pinheiro cascata castelo montanha caça                                                                                | Staatliches Museum Schwerin |             |
|        | Haarlem bleaching grounds                                                                                      | 1670                          | homem bleachfield Sint-Bavokerk duna                                                                                        | Gosford House |             |
|        | An Extensive Landscape with a View of Alkmaar                                                                  | 1670                          | homem longboat aldeia igreja grain field sheaf Alkmaar Grote or Sint-Laurenskerk                                            | Gosford House |             |
|        | An extensive landscape with grain fields, Heemstede beyond                                                     | década de 1670                | homem campo agrícola torre Heemstede Slot Heemstede                                                                         | No/unknown value |             |
|        | A Horseman by Bleachfields, with Haarlem beyond                                                                | 1670                          | homem | No/unknown value |             |
|        | Landscape | 1670                          | mulher rio barco a vela estrada                                                                                             | |             |
|        | View of Bleaching fields near Haarlem                                                                          | 1670                          | bleachfield Sint-Bavokerk                                                                                                   | |             |
|        | The Windmill at Wijk bij Duurstede                                                                             | 1670                          | Wijk bij Duurstede shore veleiro céu nuvem Amsterdam–Rhine Canal Rio Lek Binnen korenmolen                                  | Rijksmuseum Museu de Amesterdão Coleção Adriaan van der Hoop |             |
|        | Three Watermills with Washerwomen                                                                              | 1670                          | | National Gallery |             |
|        | A waterfall with a wooden bridge                                                                               | 1670                          | floresta cascata ponte pedonal                                                                                              | Coleções Nacionais de Dresden |             |
|        | Wooded Landscape with Fishermen by a Pond                                                                      | década de 1670                | | Glasgow Museums Resource Centre |             |
|        | View of Alkmaar                                                                                                | 1672                          | campo agrícola nuvem moinho de vento ruína floresta igreja                                                                  | Upton House National Trust |             |
|        | Nordic landscape with waterfall                                                                                | década de 1670                | cascata | Coleções de Pinturas do Estado da Baviera |             |
|        | Rough Sea | 1675                          | veleiro | Museu de Belas Artes de Boston |             |
|        | View of Alkmaar                                                                                                | 1675                          | Alkmaar moinho de vento ruína floresta campo agrícola nuvem Grote or Sint-Laurenskerk                                       | Museu de Belas Artes de Boston |             |
|        | The Dam Square in Amsterdam with the Weigh House                                                               | 1675                          | veleiro povo weigh house Praça Dam                                                                                          | Gemäldegalerie |             |
|        | The Shore at Egmond aan Zee                                                                                    | 1675                          | Egmond aan Zee praia humano veleiro duna                                                                                    | National Gallery Cabinet de Monseigneur le duc de Choiseul |             |
|        | Waterfall with ruins and a village in the distance                                                             | 1675                          | cascata ruína aldeia povo ovelha homem                                                                                      | Museum Kunsthaus Heylshof No/unknown value Charles Sedelmeyer collection |             |
|        | Landscape with Bentheim Castle, seen from below                                                                | 1675                          | Burg Bentheim | Galerias Nacionais da Escócia |             |
|        | Hilly and Wooded Landscape                                                                                     | 1675                          | homem floresta duna | No/unknown value Charles Sedelmeyer collection |             |
|        | Landscape with two figures by a waterfall                                                                      | 1675                          | homem cascata | No/unknown value |             |
|        | Hilly Landscape with a View of Bentheim Castle                                                                 | 1675                          | homem estrada Burg Bentheim                                                                                                 | No/unknown value |             |
|        | Hilly Landscape with a View of Bentheim Castle                                                                 | 1675                          | homem estrada Burg Bentheim                                                                                                 | No/unknown value |             |
|        | Landscape with a pollard willow on an embankment with a view of a church                                       | 1675                          | homem pollard willow igreja curso de água                                                                                   | No/unknown value |             |
|        | Landscape with Waterfall                                                                                       | 1675                          | homem | No/unknown value |             |
|        | Winter Landscape with a View on a Town, Probably Doesburg                                                      | 1675                          | homem mulher vila trenó muralhas da cidade ponte                                                                            | |             |
|        | A wooded landscape with a waterfall                                                                            | 1675                          | cascata | No/unknown value |             |
|        | La Route | século XVII                   | caminho latifoliada paisagem                                                                                                | Departamento de Pinturas do Louvre |             |
|        | Paysage au chemin tournant                                                                                     | século XVII                   | caminho latifoliada aldeota nuvem paisagem                                                                                  | Departamento de Pinturas do Louvre |             |
|        | Road Lined with Trees                                                                                          | 1675                          | | Museus de Arte de Harvard Fogg Museum |             |
|        | The cottage | século XVII                   | | Gemäldegalerie |             |
|        | Seashore | 1676                          | praia duna povo veleiro | Museu Hermitage |             |
|        | Hilly Landscape with a Fisherman at a Waterfall                                                                | 1679                          | homem pesca angler cascata montanha                                                                                         | No/unknown value |             |
|        | Farm in a wooded dune landscape                                                                                | década de 1680                | casa floresta homem | Rijksmuseum |             |
|        | View on the Amstel from Amsteldijk                                                                             | 1680                          | Amesterdão Rio Amstel | Museu de Amesterdão |             |
|        | The Zuiderzee Coast near Muiden                                                                                | 1680                          | | Polesden Lacey National Trust Cabinet de Monseigneur le duc de Choiseul |             |
|        | Canal | década de 1680                | | Museu de Arte de Filadélfia |             |
|        | Landscape with a Watermill                                                                                     | 1680                          | moinho de água | Detroit Institute of Arts |             |
|        | Landscape with a Farm House and Windmill                                                                       | 1680                          | moinho de vento rio | Detroit Institute of Arts |             |
|        | A Road on the Slope of a Hill                                                                                  | 1680                          | homem ponte moinho de vento rio                                                                                             | Gemäldegalerie |             |
|        | Wooded Landscape with Duck Hunter                                                                              | 1680                          | homem lagoa artificial floresta cão                                                                                         | Museu Hermitage |             |
|        | Landscape with a shepherd watering his flock by a pond at the edge of a wood                                   | 1680                          | homem ovelha lagoa artificial                                                                                               | No/unknown value |             |
|        | Landscape with a pool in a wood                                                                                | 1680                          | homem lagoa artificial floresta                                                                                             | No/unknown value Sammlung Schloss Rohoncz |             |
|        | Landscape with figures by a wooden gate                                                                        | 1680                          | homem | No/unknown value Richard Green Fine Paintings |             |
|        | Landscape with ruins                                                                                           | 1682                          | | Rijksmuseum |             |
|        | Wooded Landscape with a River                                                                                  | século XVII                   | | Bowes Museum |             |
|        | The Flight into Egypt                                                                                          | século XVIII                  | | Northampton Museum and Art Gallery |             |
|        | Heuvelachtig landschap met kasteelruïne                                                                        | 1 de janeiro de 1725          | | |             |
|        | Waterfall in Norway                                                                                            |                               | cascata pinheiro árvore | Museu Real de Belas Artes de Antuérpia |             |
|        | VERVALLEN Berglandschap                                                                                        |                               | | Groninger Museum |             |
|        | Landschap met man, kind en hond                                                                                |                               | | Groninger Museum |             |
|        | Waldlandschaft mit Wasserfall                                                                                  |                               | | Galeria de arte de Auckland |             |
|        | Landscape: trees and houses                                                                                    |                               | nuvem árvore | Galeria de arte de Auckland |             |
|        | Landscape Showing Haarlem Church                                                                               |                               | Sint-Bavokerk árvore duna                                                                                                   | Galeria de arte de Auckland |             |
|        | A River Scene with Angler                                                                                      |                               | | Indianapolis Museum of Art |             |
|        | Winter View of the Hekelveld in Amsterdam                                                                      |                               | | Galerias Nacionais da Escócia |             |
|        | Farm |                               | quinta pato barco lago mulher                                                                                               | Museu Hermitage |             |
|        | Landscape with Cornfields                                                                                      |                               | | Museu de Belas-Artes de Houston |             |
|        | Rotspartij met waterval in boslandschap                                                                        |                               | | Frans Halsmuseum |             |
|        | At the edge of a wood                                                                                          |                               | | Frans Halsmuseum |             |
|        | Landschaft mit Gießbach (Nachahmer)                                                                            |                               | | Coleções de Pinturas do Estado da Baviera |             |
|        | Wooded Landscape with Oncoming Storm                                                                           |                               | homem pastor de ovelhas ovelha duna floresta estrada                                                                        | Coleções de Pinturas do Estado da Baviera |             |
|        | Wasserfall |                               | | Coleções de Pinturas do Estado da Baviera |             |
|        | Scandinavian landscape with waterfall                                                                          |                               | | Coleções de Pinturas do Estado da Baviera |             |
|        | Landscape, a brook and farm-house among trees                                                                  |                               | | Museu Fitzwilliam |             |
|        | Cascade |                               | | Museu de Belas Artes de Budapeste |             |
|        | Forest Landscape                                                                                               |                               | | Museu de Belas Artes de Budapeste |             |
|        | Forest with Ruins                                                                                              |                               | | Museu de Belas Artes de Budapeste |             |
|        | A Rocky River Scene                                                                                            |                               | | |             |
|        | Woody Landscape                                                                                                |                               | | |             |
|        | Woody Landscape                                                                                                |                               | | No/unknown value |             |
|        | Landscape |                               | | No/unknown value |             |
|        | A Seascape |                               | | Museu de Arte de John e Mable Ringling |             |
|        | Waterfall in the mountains                                                                                     |                               | | Museu Nacional de Varsóvia |             |
|        | Landscape, Mountain Stream                                                                                     |                               | | New-York Historical Society |             |
|        | landscape with castle Kostverloven                                                                             |                               | | Hermann Göring Collection Munich Central Collecting Point |             |
|        | Landschaft mit Waldsee, in der Mitte ein Boot mit zwei Männern, rechts dahinter das mit Bäumen bestandene Ufer |                               | | Hermann Göring Collection |             |
|        | "Bleaching" |                               | | Munich Central Collecting Point Castelo Real de Wawel |             |
|        | Water-mill |                               | | Munich Central Collecting Point No/unknown value |             |
|        | landscape |                               | | Munich Central Collecting Point |             |
|        | landscape with cottages                                                                                        |                               | | Munich Central Collecting Point Hermann Göring Collection |             |
|        | River with a house and church spire                                                                            |                               | | Munich Central Collecting Point |             |
|        | Landscape |                               | | Munich Central Collecting Point |             |
|        | Seascape |                               | | Munich Central Collecting Point |             |
|        | Landscape |                               | | Munich Central Collecting Point Hermann Göring Collection |             |
|        | Bosky landscape with a large oak and two fallen beeches by a waterfall                                         |                               | floresta | No/unknown value |             |
|        | Sailing vessels in a stormy sea, with a jetty to the right                                                     |                               | | |             |
|        | Path between Trees                                                                                             |                               | | Galeria Nacional de Praga |             |
|        | Wooded Landscape with Stream                                                                                   |                               | | Galeria Nacional de Praga |             |
|        | A wooded landscape with a waterfall                                                                            |                               | pinheiro cascata rocha ponte pedonal homem cão                                                                              | No/unknown value |             |
|        | Landscape with cornfields and a view of the sea                                                                |                               | homem hound campo agrícola mar barco a vela floresta estrada castelo                                                        | No/unknown value |             |
|        | Landscape with Bleaching Grounds                                                                               |                               | | Apsley House |             |
|        | Landscape near Muiderberg                                                                                      |                               | | Museu Ashmolean |             |
|        | Storm off Egmond-aan-Zee, The Netherlands                                                                      |                               | | Temple Newsam |             |
|        | The Dunes near Haarlem                                                                                         |                               | | Southampton City Art Gallery |             |
|        | Forest Scene with Horseman                                                                                     |                               | | Victoria Art Gallery |             |
|        | Autumnal Landscape                                                                                             |                               | | Watford Museum |             |
|        | Fishing Boats and a Rowing Boat on a Choppy Sea                                                                |                               | | Seaton Delaval Hall |             |
|        | Wooded Landscape with Shepherds by a Stream                                                                    |                               | | Glasgow Museums Resource Centre |             |
|        | Woody Landscape with Cattle and a Stream                                                                       |                               | | Victoria and Albert Museum |             |
|        | Path through a Wood                                                                                            |                               | | Christchurch Mansion |             |
|        | Flight into Egypt                                                                                              |                               | | New College |             |
|        | Landscape with a Waterfall                                                                                     |                               | | Glasgow Museums Resource Centre |             |
|        | A Country Scene                                                                                                |                               | | |             |
|        | Paysage (Castel à demi-ruiné)                                                                                  |                               | | Musée des beaux-arts de Liège |             |
|        | Paysage (rivière)                                                                                              |                               | | Musée des beaux-arts de Liège |             |
|        | Rough sea |                               | | Cabinet de Monseigneur le duc de Choiseul |             |

∑ 612 items.